# リンダキューブ
『リンダキューブ』 (Linda³) は、1995年10月13日にNECホームエレクトロニクスより発売されたPCエンジンSUPER CD-ROM²用コンピュータゲーム及びその他機種への移植を含めたシリーズである。
ジャンルは公式サイトにおいて「サイコスリラー＋ハンティングRPG」と表記され、一般にはロールプレイングゲームに分類される。ゲーム内容は主人公「ケン」を操作し、巨大隕石の衝突が迫る惑星ネオ・ケニアより脱出する事を目的としている。しかしただ脱出すれば良いのではなく、期間内に惑星中を回って後述する目的を果たさなければならない。
ゲームデザインは桝田省治、キャラクターデザインはカナビス、開発は株式会社アルファ・システム。ゲーム誌『電撃PCエンジン』（メディアワークス）誌上でモンスターデザインが公募され、一部ゲーム内で採用されている。
後にリメイク版としてPlayStation用ソフト『リンダキューブ アゲイン』（1997年）、セガサターン用ソフト『リンダキューブ 完全版』（1998年）が発売されている。また、『アゲイン』は2007年にPlayStation 3およびPlayStation Portable用ソフトとしてゲームアーカイブスにて配信された。

## 特徴
8年という制限時間の中で、100種類以上に及ぶ動物（モンスター）を収集する事がゲームの目的である。動物は種類や性別によって生息地、出現条件や捕獲方法も多種多様であり、プレイヤーは試行錯誤を重ねる事となる。また、捕獲した動物は装備やアイテムに加工したり調教して仲間に加えるなどの行動も可能であり、後年の『ポケットモンスター』のような収集ゲームや『モンスターハンター』のような狩猟ゲームの要素を併せ持つ内容となっている。桝田自身はこれらを「時間制限つき、動く宝捜しゲーム」と表現している。
桝田省治が公式ホームページにおいて述べている通り、『リンダキューブ』は
- 主人公は勇者ではない
- 魔王やそれに類する世界の脅威となる「敵」が存在しない[注釈 1]
- 惑星の滅亡を阻止する事が出来ない。

といったストーリー上の特徴を持ち、一般的な（特に『ドラゴンクエスト』のような正統派ファンタジー系を名乗る）RPGとは主人公がなすべき目的が全く異なることを説明書においても解説漫画付きで強調している。
また、後述するようにシステム面でも当時として他に例を見ないほどに先進的かつ斬新な作りとなっている。
上記のような特徴になった理由として、桝田省治は直前に係わっていた『天外魔境II 卍MARU』（1992年）でいわゆる「王道」のRPG制作に3年携わり、その「王道」を作り続けたストレスからアンチテーゼとしてリンダキューブを作ったと語っている。

## ゲーム内容

### 基本システム
ルール
プレイヤーの目的は舞台となる惑星に生息する動物を可能な限り捕獲し、惑星を脱出することである。動物の種類はPCE版では100種類。リメイク版では120種類。制限時間は8年で、ゲーム中では12時間ほど。シナリオ毎の条件を満たすと箱舟が飛ばせるようになり、飛ばした場合はその時点でゲームクリアとなる。
後述の通りシナリオは3種類存在し、ゲーム開始時に選択する。シナリオAとBはストーリー性が強く、シナリオCは自由度が高い。シナリオAとBでも規定数の動物を捕獲且つ、箱舟が飛び立つ条件が揃っていれば途中でクリアが可能となっているが、大抵はストーリーを最後まで進めなければ条件が満たせない。
フィールド移動
オープニングイベントが終わると箱舟への登録に向かい、以降は自由に行動可能。一部のシナリオ制限を除けば全エリアに最初から行けるようになっている。当然、明らかにレベルが桁外れの敵と遭遇する場合もある。町以外では走ると体力が減少する。
フィールドやダンジョンでは動物が視覚化されているシンボルエンカウント形式。PCE版では戦ってみるまで強さが判らなかったが、リメイク版では戦闘前に図鑑で動物の情報を参照可能であり、現時点で勝てそうもない相手とは戦闘を避けるといった戦略も登場した。ただし、図鑑にも載らないような未知の動物は捕獲するまで情報が得られない。
各町には「バードライン」という有料移動サービスが存在し、最初からどの町へも飛べる。PCE版では乗り継ぎが必要だったが、リメイク版では目的地に直行するチャーター便が可能になり、乗り継ぎは値下げされた。また、指定の位置へ落とす「シュートサービス」と回収を依頼する「ピックアップサービス」が追加された。
動物登録
ゲーム開始地点であるハーディアのすぐ側に存在する箱舟にて、捕獲した動物を登録する。登録が必要なのは各動物一種類につき雌雄一匹ずつ。雌雄を登録した動物は保護完了となり、以降は捕獲しても全てプレイヤーの自由に出来る。雄を登録すると主人公の、雌を登録するとヒロインの能力値が上昇し、種類によっては戦闘中に獣人化が可能になったり新たな技を会得する場合もある。
時間経過
8年の年月はセミ・リアルタイムで進行する。1年は春夏秋冬の四季に分かれており、フィールドやダンジョンを探索しているうちに時間が経過し、一定時間が経過してフィールドに出るか野営をした時点で季節の進行が行われる。町の中では時間が進まない。季節の変化に伴ってフィールドの地形(水位)や移動速度、動物の分布も微妙に変化する。アイテムの中には季節が進むと腐ったり枯れて使い物にならなくなるものもある。また、時が進むにつれて住民の脱出は進み、最後の年にはほとんどの住民がマップ上から姿を消してしまう。当然、店などの各施設も利用不可となっていく。
野営
フィールドやダンジョンのどこでも野営して回復するが、野生動物に襲われる危険もある。そのため、野営時には見張りを立てるか寝るか選択可能で、回復するのは寝た者のみ。時折、仲間キャラ（ヒロインに限らず）と会話が発生する場合がある。
加工
捕獲した動物は店に持ち込むことで食肉や装備に加工が可能。ステータスが上昇すれば、店に行かずとも野営時に自分で行えるようになる。
猟犬
戦闘で共に戦う猟犬。所有できるのは10匹までで、戦闘に参加させられるのは2匹。猟犬は買うか、捕まえた野生の「イヌ」を調教すれば登録できる。ゲーム開始直後にはハーディアにいる少女から1匹譲られる。条件を満たせば「イヌ」以外の動物も登録可能。名前は付けられるが二文字まで。
戦闘時は基本的に自身の意思で勝手に行動する。ピンチになると逃げ出してしまう場合がある（戦闘後に復帰）。戦闘不能になった場合は獣医に診せれば蘇生可能だが、状態に応じて治療費が変わる。

### 戦闘
動物と接触すると戦闘が始まる。敵を全滅させれば勝利、主人公であるケンが戦闘不能になると敗北する。敗北した場合は所持している動物が雌雄各1匹ずつ失われ、ハーディアのレンジャー隊本部に戻される。敵は前後左右の4つのブロックに配置され、多くの場合は敵に囲まれた状況で戦う。戦う場所に応じて各ブロックの地形が変化し、動物の能力に影響する。
戦闘に参加するのはケンとヒロインのリンダに猟犬2匹を加えた最大4人。リンダはストーリー上離脱する場合があり、代わりに別のキャラクターが加入することもある。
敵を倒すには必ずしも体力を削り切る必要はなく、残り体力が僅かになっても抵抗をやめる。抵抗をやめた動物はトランスカーゴに収容され、捕獲扱いとなる。捕獲対象ではない敵とも戦うが、その場合は抵抗をやめるのみ。ただし、一撃で敵の最大HPを大きく上回るダメージを与えると体が飛び散ってしまい、捕獲とならず経験値も入らない。強過ぎても弱過ぎてもいけないという、強さのバランスを考慮する必要がある。
ケンとリンダは箱舟に登録した動物の力を引き出し、獣人への変身が可能。地形の影響を受けつつパラメーターが変動する。

### シナリオ
A、B、Cの3シナリオ（PS版、SS版ではシナリオDを含めた4シナリオ）が存在し、それぞれ全く違うストーリー展開となる。このうち特にA、Bのシナリオは猟奇的な表現が含まれており、このためにPCエンジン版は18歳以上推奨指定で発売された。桝田は企画当初はシナリオCにあたる部分のみであったが、システム部分の取っ付きが悪かったために練習用としてシナリオA、Bを追加したと語っている。
3つのシナリオは目的はすべて同じで登場人物もほぼ同じだが、彼らを取り巻く境遇はすべて違っている。例えば、あるシナリオでは凶悪な殺人鬼だった人物が、別のシナリオでは自分を犠牲にして他人に尽くしていたりする。ヒロインのリンダの設定もシナリオごとに異なっている。シナリオAから順にクリアすることで、ゲームに隠された謎が明らかになっていく。
- シナリオA 「MERRY XMAS」

ケンの双子の弟・ネクが物語の軸となるシナリオ。動物捕獲数のノルマはPCE版は20種類、リメイク版は30種類。南エリアに行く事は出来ない。タイトルコールはネク。
- シナリオB 「HAPPY CHILD」

エモリ博士と娘のサチコを中心に展開するシナリオ。動物捕獲数のノルマはPCD版は40種類、リメイク版は50種類。西エリアに行く事は出来ない。タイトルコールはサチコ。
シナリオAとBは一般的なRPG同様、シナリオに沿ってストーリーが展開するため進行上の制約が多く、行ける地域も遭遇可能な動物の数も限られている。桝田省治が練習用と位置付けている通り、まずはA、Bのシナリオでストーリーを追いながら本作の要領を掴み、自由度が高いシナリオCで動物集めに専念する事を推奨している。
- シナリオC 「ASTRO ARK」

動物集めをメインとしたシナリオ。動物捕獲数のノルマはPCE版は90種類、リメイク版は100種類。120種類全ての動物が捕獲可能であり、全ての地域が解禁されている。ただし、シナリオ上の事情により制限期間は1年少ない7年間となっている。タイトルコールはリンダ。
フリーシナリオであるためストーリー的な縛りが殆ど無く、自由度は極めて高い。A、Bのシナリオのような凄惨な事件は起こらず、各地から依頼されるお遣いや小さな事件程度のイベントが年月に応じて発生し、これらを自由に体験する事が出来る。同時に物語の核心が明かされる重要なシナリオであり、エンディング後にはエピローグも存在する。ラストボスにあたる敵は存在せず、規定数以上の動物を集めて箱舟を動かせばクリアとなる。
A、Bをクリアせずに始める事も可能だが、別シナリオで悲惨な末路を辿った人物が幸せになっていたり、別シナリオの台詞や演出のセルフパロディが盛り込まれるといったサービス的な要素が有り、先のシナリオと比較してコメディ要素が強くなっている。シナリオ選択画面でこちらを先に選択しようとすると「ABを先にクリアしよう」と忠告が入るため、前述の通り練習の意味も含めて先にA、Bをクリアしておく事が推奨される。
- シナリオD 「LAST YEAR」

PS版、SS版にて条件を満たすと出現する。シナリオCと同様に全ての動物に遭遇可能だが、イベントが存在せず、制限期間が僅か一年しかない所謂タイムトライアルモードとなっている。動物捕獲数のノルマは100種類。タイトルコールはミーム。
短い期間で厳しいノルマに挑戦出来るようにレベル、所持金などが高く、全ての能力を備えた状態からスタートする。それに伴い、能力取得に必要な動物と最終年では捕獲不可の動物は最初から登録されている。一方、店は全て閉店済みで利用不可。

### その他
- PCエンジン版は初回出荷版において不具合が発覚し、ソフトの店頭回収と購入者への交換対応が実施された。
具体的には、本来28トラック収録されるべきCD-ROMに27トラックまでしか収録されておらず、シナリオBにおいてBGMとして使用される28トラック目のCD-DAにアクセスする際にフリーズしてしまうというもの。
非公式ではあるが回避方法は存在する。

## 設定

### 世界観
地球
人類の母星であるが、宇宙開発によって人類はあちこちの惑星に散っていったため、すでにその座標さえ特定できなくなってしまった。
惑星ネオケニア
本作の舞台となる星間連邦の植民惑星。豊富な自然を持ち、あらゆる動物が存在するため、観光地にもなっている。この世界の年号であるAMD（アフター・マザー・デス）1900年に植民が始まったが、発見直後からAMD1999年に超巨大隕石が直撃することがわかっていたため、初めから移住計画は100年と決められていた。陸地は東・西・南の3つのエリアに区切られている。
一見すると街は平和に見えるが治安は良いとは言えず、凄惨な事件や事故も度々起こる。道徳感もやや薄く、斜に構えていて口が悪かったり、利己的な性格の住人が少なくない荒んだ雰囲気が漂う。

### 舞台

#### 東エリア
物語の始まりとなるエリア。全てのシナリオで登場する。
ハーディア
レンジャー隊の本部がある。レンジャー隊は仕事が厳しい上に安月給であるため、「ハーディア」という名が付いた。レンジャー隊本部があるからか治安は良く、住民も他の町に比べれば捻くれておらず協力的。
ミナゴ
ビースチャンの保護自治区。彼らの教会がシンボル。町の名前は既に絶滅した鳥の名前から来たというが、不吉な事件が多いため「ミナゴロシ(皆殺し)」から来たという説もあり、実際にシナリオAとBでは虐殺が起きる。
オズポート
ネオケニアの出入口である軌道衛星オズサットへの転送装置がある町。大きなショッピングセンターに空港ビルもあるが、公園はホームレスの溜まり場になっている。
軌道衛星オズサット。
オズポートの上空にある軌道衛星。ネオケニアの出入口となっており、ロケットの発着場の他2つの研究施設がある。
ホスピコ
巨大な病院とその待ち合わせ用の施設からなる医療都市。敷地内には「人間の寿命を一人で2年ずつ延ばした」と呼ばれる3人の科学者の研究室がある。
パラサイド
ドーム都市建設計画が放棄されて、その跡地にならず者や密猟者が建設した町。一種のスラム街で、特に町の中心にあるジャンクパレスは迷路のようになっている。
ネブール
闇商人たちによって作られた町。連邦で取引が禁止されている保護動物の売買も行われており、年2回動物のオークションも行われる。

#### 西エリア
シナリオB以外で進行可能なエリア。シナリオBではグリーン製薬から漏れ出した薬品が生物を死滅させてしまい、立ち入り禁止になっている。
バトルパーク
西エリアの要衝に作られた町。ハンターたちの交通の拠点である。また、巨大な闘技場テントも特徴。
エターナ
グリーン製薬の社長宅を中心とする町。社長の趣味で一年中クリスマスの飾り付けが行われている。「エターナル(永遠)」から来た名前だが、シナリオAではその名の「真意」を知ることになる。
リナバレー
エターナの隣町。鉱山の町で、排水には強酸が含まれている。
コシカタ
ビースチャンの保護自治区。彼らの教会がシンボル。十数年前に当時の町長が突然、住民を大量虐殺する事件が発生し、廃村となっている。しかし、シナリオCでは宝くじ成金のポリスカという老人によって復興されている。
Gファクトリー
グリーン製薬の工場都市。ただし、ロボットによって操業されているため、ほとんど無人。

#### 南エリア
シナリオA以外で進行可能なエリア。シナリオAでは「人形使い」抹殺のために人工衛星が落とされ、壊滅している。
ドギファ
富豪のオーマン家によって築かれた町。地下闘犬場がこの町のシンボル。
ラグナロッジ
生体工学の権威であるエモリ博士の巨大な私邸。そのため公共施設が一切存在しない。
ローズガーデン
植物学の権威であるフローラ博士の植物園を中心とした都市。彼女によって品種改良されたバラが名物。
ガレックス
動物研究都市だったが、数十年前に大爆発事故を起こして以来、完全な廃墟となっている。
カカーナホテル
放棄された観光ホテルで、中は動物の住み家となっている。

#### 地下エデン
各地にある「レッドポール」という遺跡の台座に獣人像をセットすることで移動可能となる地下世界。地上には存在しない珍しい動物が棲む。「ガピア」「トリクロス」「フォンタナ」など特徴的な名前の遺跡や洞窟が点在し、「アナビス」にはこの星の中枢がある。

### 用語
ビースチャン
ネオケニアの先住民。ネオケニアの発見まで人類とは何の接点もなく生活様式も原始的であったが、人類と生物学的特長・言語体系が寸分の違いもない。しかし、彼らは緑の髪で、身体能力や繁殖力は人類よりも高く、人類との混血においては彼らの遺伝子が優性に働くという違いもある。また、動物たちを自分たちの祖として崇拝する。民族名はBeast（獣）とian（人を表す接尾語）の合成語である。
実はビースチャンやその混血が優れた身体能力や繁殖力を発揮できるのはネオ・ケニア上だけであり、宇宙に出てしまえば人類と全く同じになってしまう。ネオ・ケニア移住計画は人口を一時的に増やしたに過ぎなかったため、それを認知していた連邦政府は人類存亡の一縷の望みを賭けて箱舟計画に乗ったのであった。
人類
現生人類と同じ。しかし、この世界では出生率の低下・死亡率の増加が顕著となっており、種の生命が尽きかけている。ネオケニアへの移住計画は、ビースチャンとの混血を通じて人類という種を維持するという意味合いもある。
動物
ネオ・ケニアに生息するモンスター。「イヌ」や「ブタ」など名前が付けられているが、これは外見的特徴から便宜上そう名付けられているだけで現実の動物とは全く異なる異形の生物である。獣や鳥のみならず虫や魚介なども含まれ、「プテラノ」「トリケラ」といった恐竜タイプの動物や、果ては架空生物の「ドラゴン」すら存在する。その毛皮や肉は難病を治したり自然治癒力を高めるなど様々応用可能な有用性を持つものの、逆に猛毒も存在する。
何故か光線銃などの科学的な武器で攻撃すると大爆発を起こしてしまうため、狩猟には剣などの原始的武器を用いなければならない。また、ネオ・ケニア以外ではほぼ生きられず、中には他惑星の空気を吸った途端に大爆発を起こして甚大な被害を出した物もいると言う。
絶滅危惧種は「A級保護指定動物」として捕獲や売買が堅く禁じられているが箱舟計画においては例外であり、ケンとリンダだけは捕獲が許可されている。
PCE版とリメイク版ではいくつかの動物のデザインが変更されている。
箱舟
突如、ネオケニアに届いた未知の生命体「アナビス」からのメッセージと共に遣わされた謎の脱出用宇宙船。メッセージにて託された「つがいの動物をネオケニアの外へ脱出させる」という願いに基づいて「箱舟計画」が打ち立てられることになり、ケンとリンダが乗組員として、そして人類という種の雌雄として、動物収集の任務に挑むことになる。
外見こそ木造の船だが宇宙飛行や大気圏突破にも耐えうる構造であり、タイムワープ機能すら備えている。内部には動物を保存可能な培養器が全動物の数（雌雄分）用意されており、捕獲した動物は各種類の雌雄を一匹ずつ登録していく。登録と同時に搭乗者は体内にその動物の因子を宿し、超人的な力を会得していく。また、乗員の男女用の「愛の巣」も用意されており、インテリアを買って飾ることも可能。飛び立つには乗員として登録された男女の手形を同時に認証させなければならない。シナリオAとBでは何らかの理由でリンダの手形認証が行えない状況に陥り、ストーリーを進めなければ箱舟を飛ばせない。
地下エデンには箱舟が建造されたと思しき遺跡があり、同型の箱舟が多数配置されている。また、ある場所には朽ちた箱舟が存在するが、その中にはケンとリンダの思い出のブランコがあったり、システムが二人の手形を認識したりと、彼らの箱舟と同一のものであることを暗示する演出があるが、その意味は明確には語られない。
アナビス
ビースチャンの伝説に伝わる創造主。またはネオケニアに点在する遺跡から発掘される、人類の科学力を越えた技術の総称。箱舟を遣わした存在も「アナビス」と名乗っている。
トランスカーゴ
ケンとリンダが背負っている動物収容装置。戦闘で抵抗をやめた動物はこの中に保管される。どのようなサイズの動物でも縮小して収容可能であり、容量内に収まる限り多くの動物を持ち歩ける。アナビスの技術である物質分解・再合成装置を応用して開発されたものであり、人類にとってはオーバーテクノロジーにあたるため詳しいメカニズムは判明しておらず、よく分からないまま使われている。オズポートにある転送装置も同じ技術によるもの。
収納可能な動物は人間も例外ではなく、ケンとリンダが戦闘で敗北するとカーゴの中に収容され、緊急避難装置として機能する。その際にはスペースを確保するべく収容されていた動物が各種1頭ずつ排出される。これにより、負けてもゲームオーバーにはならないが手持ちの動物が減るシステムとなっている。
レンジャー隊
ケンが所属する公共機関。警察とレスキュー隊を兼ねた組織であり、民間人を野生動物から守り、その野生動物を密猟者から守るのが主な任務。死神接近に伴い、脱出プロジェクトに休日返上で駆り出されている。給料が安く福利厚生も悪いと評判であり、副業を持っている隊員も多いらしい。
死神
ネオケニアに衝突する直径200㎞の巨大隕石。ネオ・ケニアに衝突すれば地上の生物を全て死滅させ、向こう2万年は生き物が住めない死の星になるとされる。

## ストーリー

### プロローグ
人類が宇宙に進出して長き時が流れた時代。人類は出生率の低下・死亡率の増加によって種の寿命が尽きかけていた。そんな時、発見された「ネオ・ケニア」と呼ばれる惑星にて、優れた身体能力や繁殖力を持つ原住民「ビースチャン」と接触する。彼らとの混血を増やし、人類種の延命を図った連邦政府はネオ・ケニアへの移住計画を開始するが、ネオ・ケニアは100年後に回避不能の巨大隕石の衝突に見舞われ、壊滅的なダメージを受けることが分かっていた。
そして時は流れ、隕石衝突が8年後に迫った人々は別惑星への移住計画に追われていたが、ある日、神を名乗る未知の生命体「アナビス」から「箱舟」と呼ばれる謎の脱出用宇宙船が遣わされた。同時にネオ・ケニアが壊滅するまでの8年の間に「1組の男女を箱舟の乗組員とし、できるだけたくさんの動物のつがいを収集せよ」というメッセージがアナビスより告げられる。本来ならこんな怪しい話を取り合うはずもないが、何故か銀河連邦政府はこの「箱舟計画」にゴーサインを出し、乗組員となる男女が募られることとなった。
レンジャー隊の一員である少年・ケンは箱舟への志願を迷っていたが、女性側が幼馴染のリンダに決定したことを知り、自身も志願。ケンとリンダは8年の間にネオケニア中の動物を集めて箱舟で旅立つ使命が与えられた。

### シナリオA「MERRY XMAS」
乗組員には決定したものの、リンダはケンのレベルの低さを指摘し、3レベルになるまで迎えに来るなと言う。レベルを上げたケンはリンダの住むミナゴに向かうも、そこではビースチャンの集団失踪事件が起きており、唯一無事だったリンダは記憶を失っていた。彼女の記憶を戻す薬を求め、エターナにあるグリーン製薬の社長・エリザベスを訪ねたケンは薬を持ってリンダの元に戻る。しかしケンの双子の弟を名乗る少年・ネクによって、リンダは殺人の罪を着せられた上に行方不明となる。ケンの家の側で発見されたリンダは隊長のベンとケンの母・ミームの機転によってレンジャー隊員に成りすますことになり、ケンと行動を共にするうちに記憶を取り戻していく。しかし再び現れたネクがリンダに催眠術を掛けて連れ去り、ケンは窮地に陥るもリンダの父・ヒュームに助けられる。ケンとヒュームはリンダの居場所がエターナであると突き止め、乗り込む。実はネクは養母のエリザベスの若さを保つべく、ビースチャンの死体を集め続けていた。ネクはそんな自身の境遇から兄を羨み、彼と成り代わるべく一連の事件を起こしたのだった。エリザベスを裏切って殺したネクはケンを翻弄するが、突如現れたもう一人の犯人である仮面のサンタクロースに殺される。ネクの最期の言葉をヒントにケンはリンダの催眠術を解き、これで一件落着かと思いきや、リンダの母・アンが攫われ、助けを求める連絡がヒュームから入る。指定されたGファクトリーに向かうと仮面のサンタが待ち受けていたが、その正体はアンを体に埋め込んだヒュームだった。気が触れて襲い掛かってきたヒュームを倒すと、冷静さを取り戻した彼はアンとリンダを愛していることを告げ、溶液に飛び込んでアンと共に自ら命を断つ。両親を最悪の形で失ったリンダは「ケンは私のそばにずっと一緒にいてくれるよね？」と涙ながらに問いかけ、ケンはいつまでも一緒だと約束する。

### シナリオB「HAPPY CHILD」
ケンはリンダを迎えに行くべく彼女の家を訪ね、ヒュームとアンからも暖かく歓迎される。しかしその夜、謎の怪人がリンダの家を襲撃し、ヒュームとアンを惨殺した挙句、リンダの四肢も切断してしまった。リンダの接合手術を行なった主治医のエモリは、箱舟起動に必要な左腕だけ見つからず、代わりにヒュームの左腕を移植したことを告げた。しかしリンダは姿を消し、エモリはケンの当面のパートナー代理として娘のサチコを付ける。リンダを探してしばらくサチコと行動を共にするケンは、ミナゴの虐殺の犯人は正体不明の暗殺者「人形使い」の可能性が高い事、そしてリンダがパラサイドに潜伏しているという情報が得て、パラサイドにて片腕が筋骨隆々のリンダと再会する。サチコと別れ、両親の仇を討つべく奮起するリンダを連れて出発したケンだが、「人形使い」は次々と凄惨な事件を起こしていた。やがてサチコが実は箱舟の乗組員に選考落ちして自殺していた事実が明らかになり、エモリこそがその復讐のために一連の事件を起こした黒幕だと判明する。二人はエモリとサチコの待つ研究室に乗り込むも、リンダは寄生虫に襲われて倒れ、ケンも窮地に陥る。そこに1号と呼ばれる二人目のサチコが現れ、怪人に変身して二人を救う。エモリは自殺したサチコの遺伝子情報から何人ものクローンを作っていたのだが、1号はケンと行動を共にしたことで自身のアイデンティティと父の悪行に思い悩むようになったのだ。ミームに「スミレ」と名付けられた1号を連れて再びエモリの元に向かうが、エモリはリンダの腕を移植したクローン2号を自爆させて全てを消し飛ばそうとする。しかしスミレも2号も死を拒んで逃走し、エモリは恨み言と共に姿を消す。「ヨシコ」と名付けられた2号とスミレは手術によってリンダに左腕を返すが、そこにエモリが現れ、寄生虫と成長促進剤によって異形へと変貌し、襲い掛かってくる。エモリは倒したものの、スミレとヨシコは「後始末」として仕掛けられていた爆弾に自ら巻き込まれた。その後、箱舟を起動しようとする二人の前に死にかけのエモリが追い縋るが、生きていたヨシコがエモリを抱えたまま自爆。エモリはサチコの名を呼びながら絶命するのだった。

### シナリオC「ASTRO ARK」
箱舟の乗組員になった直後、ケンはバナナの皮で滑って転び、打ちどころが悪過ぎて脊髄損傷、頭蓋骨陥没、おまけに大量の輸血を必要とする重症で命は助かったものの寝たきりになってしまう。妻となったリンダの介護を受けて暮らしていたケンだが1年後にようやく回復し、1年遅れの動物集めが始まった。生き別れだったケンの弟のネク、エモリ医師の娘のサチコを始め、様々な人と関わりつつ二人は順調に動物を集めていく。ネオ・ケニア中を回って多くの動物を箱舟に乗せ、やがて月日は流れていった。

### シナリオD「LAST YEAR」
ケンとリンダは動物集めもしないで結婚生活を満喫していた。そして気が付けば死神衝突のタイムリミットまであと1年しか無かった。まるでタイムトライアルモードのような状況に、二人は大慌てで動物集めを始める。

### エピローグ
十分な動物を集めた二人はいよいよ箱舟を起動する。死神はネオ・ケニアに衝突し、箱舟は時を超える。二人の前には悠久の時を経て再生したネオ・ケニアがあった。二人は多くの動物を引き連れ、よく知っている「もう一つの名前」を持つネオ・ケニアへと再び降り立つ。その後、二人は大勢の子供を作り、原住民とも交流し、ケンは80歳を過ぎて狩猟中に事故死するまで生涯現役を貫いた。リンダは100歳を越えるまで生き、大往生した。それから3万年（リメイク版は4万年）もの永き時が流れても、ケンとリンダの子孫はこの星で逞しく生き続けていた。

## 登場人物
キャラクターによっては、シナリオにより登場しない場合や、外見･経歴などが大きく異なる場合がある。
ケン・チャレンジャー
- 声 - 矢尾一樹／幼少期[注釈 9]:高山みなみ

本作の主人公。箱舟の乗組員に志願した少年。ゲーム開始時点で15歳。ネオケニアの自然環境保護を目的とし警察機構も兼ねているレンジャー隊に所属している。家は本部の裏だが「遅刻王」と呼ばれるほどの遅刻の常習犯。隣に住んでいたリンダの幼馴染で彼女と共に「箱舟計画」の遂行者となる。リンダの事が好きだが、昔からリンダに手ひどい目に合わされてきたこともあり、リンダほどに積極的な性格ではない。ゲーム中に起こった出来事をどう判断して行動するかを決めるのはプレイヤー次第でもあり主人公のケンには、性格に関して明確な設定がされていない。喋らない訳ではないが台詞は少なく、オープニングとプロローグとエンディング、一部のイベントや選択肢、モノローグなどを除いて基本的に無言。名前は『狼少年ケン』からで、実際に作中でもミームが「アニメの主人公から取った」と発言している。
リンダ
- 声 - 高山みなみ

本作のヒロイン。箱舟の乗組員に志願した少女。ゲーム開始時点で14歳。緑髪の美人（PCE版では赤髪、イラストはピンクっぽい色に見える）で、幼馴染のケンには好意を持っており、積極的にアタックしている。反面性格にはやや問題があり、猪突猛進で口が悪く、ケンに暴力じみたアプローチを行うこともしばしば。コブラツイストや犬の調教等の技が得意で、狩猟時に大いに役立つ。
企画の初期段階では存在しないキャラクターだったが、メディアワークスの編集者2名に「美少女」キャラクターを採用するようにアドバイスされてシナリオと絡める重要な役柄として生まれた。
シナリオによっておかれる立場が変化するため、そのたび違う苗字が設定される。シナリオAでは両親が離婚しており、母の旧姓である「アウレア」を名乗っている。シナリオBでは両親が離婚しておらず、父の「バーニング」のまま。シナリオCではケンと結婚し、彼と同じ「チャレンジャー」となる。いずれも各シナリオと同じ頭文字となっている。
ベン・マクドナルド
- 声 - 内海賢二

ネオケニアレンジャー隊の隊長。ミームとは古くからの知り合いで、リンダやケンとも彼らが幼い頃から見知った仲。典型的な中間管理職で慢性的な胃痛に悩まされている。口は悪いが「箱舟計画」の遂行者となった二人を気にかけ、色々とサポートする。葉巻を吸っているが、秘書からは臭いと不評。PCE版では金髪でチョビ髭が生えているが、リメイク版では黒髪であり髭も無い。
ミーム・チャレンジャー
- 声 - 青木和代

ケンの母（養母）。生まれてすぐに捨てられたケンをジーンと共に引き取り、実の息子同然に育ててきた。豪快な性格で肝っ玉が座っている。凄惨な事件に巻き込まれるケンとリンダをその包容力で支え続ける。得意な料理はバナナミートパイ。
ジーン・チャレンジャー
- 声 - 石井康嗣

ケンの父でミームの夫。レンジャー隊の前隊長だったが、ガレックスの爆発事故の調査中にネオケニアの風土病に感染。病に侵されたまま消息を絶つ。
戸籍上は死亡扱いとなっているが、実は箱舟を遣わした「アナビス」の正体である。病を治す望みをビースチャンの伝説に求め、伝説で語られる「地の奥の母」である遺跡に辿り着いたもののそこで力尽き、何故か遺跡の管理システムに主と誤認されたことで意識が遺跡のシステムと一体化した。その結果、遺跡から身動きができなくなった一方、この星の全てを把握し、干渉可能な神に等しい存在となった。しかし箱舟を遣わせた理由は本人にも判らないという。
ヒューム・バーニング
- 声 - PCE版：神谷明／PS、SS版：二又一成

リンダの父。豪快な性格をした大柄の黒人で、パラサイドのハンター隊長ゴメスと双璧をなす凄腕のハンターとして有名。リンダとアンを心から愛している。「愛し合うふたりはいつも一緒」が口癖。PCE版では鼻下と顎に黒髭を生やしている。リメイク版では髭は無い。
シナリオAのみリンダの外見が自分とかけ離れていることに不安を感じている。また、家族を養うために心身を蝕む筋肉増強剤に手を出した経験があり、そのこともあって現在はアンと離縁している。実はミナゴ集団失踪事件の実行犯の一人。パンハイムによって薬漬けにされ、ネクと共に死体集めを行なっていた。普段は健常を装っているが最終決戦時には薬物によって正気を失っていた。その身体には口癖の通りアンが埋め込まれている。
シナリオBではアンとも離婚せず、良き家庭を築いている。しかしサチコのクローンにアン共々殺された挙句、寄生虫によってゾンビ化させられてしまう。
シナリオCでは事件に巻き込まれず、最後はアンと星を去る。同じ娘を持つ父親としてエモリには共感しており、ネクとサチコの結婚式の際にはエモリを誘って飲みに行った。
アン・バーニング
- 声 - PCE版：増山江威子／PS、SS版：江森浩子

リンダの母。旧姓はアウレア。ビースチャン（原住民）。物静かで穏やかな性格。PCE版では短めの金髪、リメイク版では長い緑髪となっている。
シナリオAでは集団失踪事件で姿を消すが、実はヒュームの体に埋め込まれていた。シナリオBではサチコのクローンに殺された後にゾンビ化させられる。シナリオCでは事件に巻き込まれずヒュームと星を去る。
長老
- 声 - 辻親八

先住民ビースチャンの長老。プロローグで石板に押し潰されて死亡したかに見えたが実は生存しており、パラサイドのジャンクパレスに行けば会える。シナリオBでは度々ケンとリンダにアドバイスを送っている。
エリザベス・グリーン
- 声 - くればやしたくみ

製薬会社「グリーン製薬」の女社長。40代前後の外見をした淑女だが、実年齢は不明。高慢な性格。クリスマスが大好きで、邸宅内には無数のクリスマスの飾り付けを施し、グリーン製薬社員の制服はサンタ服にしている。シナリオAにおけるキーパーソン。
シナリオAではネクやヒュームを使って事件を起こした黒幕。50年にも渡って若いビースチャンの娘の体液を摂取する事で若さを保っていた。その理由は、結婚後すぐに亡くした夫と同じ若さを保とうとしたからとされる。
シナリオBでは西エリアが壊滅しており、登場しない。シナリオCではパンハイムの妻で、歪まないまま歳を取り、人当たりの良い老婆となっている。
ミカ・パンハイム
- 声 - 辻親八

エリザベスの右腕的存在である老年男性。彼女とは男女の関係にあり、自身に使う精力剤を度々開発している。シナリオAにおけるキーパーソン。
シナリオAではエリザベスに言われるまま不老の研究をしており、ネクとヒュームを薬漬けにして死体集めをさせていた。若い頃からエリザベスを愛していたが、想いを伝えられないまま道を外したエリザベスに手を貸し続けたことを後悔している。全てが終わった後に尋ねると血で「Love Forever」と書き残して命を絶っている。
シナリオBでは故人。シナリオCでは若い頃にエリザベスへの告白に成功して結婚しており、グリーン製薬退職後は夫婦で旅行に出ていたが、難病を患ったエリザベスを治すべくケンに助力を求める。人格者になっているが精力剤の開発は相変わらず。
エモリ ヤタロウ
- 声 - 青野武

ホスピコの病院に勤める医師。新型の治療装置「人工子宮」を開発するなど、生化学分野では突出した技術力を持つ。PCE版では白髪に髭面の老人、リメイク版ではチョビ髭がトレードマークの中年男という風貌。娘のサチコを溺愛している。シナリオBにおけるキーパーソン。
シナリオBではリンダの主治医となるが、実は一連の事件の黒幕。サチコの難病を治すために研究成果をテロリストに売り払ったことを機に道を外れ、大量殺人犯「人形使い」と化して連邦から指名手配されていた。そしてサチコが箱舟に選ばれず投身自殺したことで、箱舟乗員となったリンダや選考員、その周囲の人間全てに逆恨みの憎悪を抱き、事件を起こした。最終決戦時には「逆恨みのどこが悪い」と居直っては自ら寄生虫を摂取し、成長促進剤によって「変態エモリ」と化した。
シナリオAでは人工衛星によって南エリアごと抹殺されたことが示唆されており、登場しない。シナリオCでは「人形使い」は別人でエモリ自身は善良な人間。寝たきりになったケンの主治医を務めていた。シナリオBとは打って変わって「逆恨みなど人として最低だ」と言い切っている。ネクとサチコの結婚後は二人の子供の名前として「スミレ」「ヨシコ」を考えている旨を語る。
エモリ サチコ
- 声 - 佐久間レイ

エモリ博士の娘。リンダとは対照的に物静かで優しい少女。ゲーム開始時点で16歳。長い黒髪が特徴で、PCE版とリメイク版では服装が違う。シナリオBにおけるキーパーソン。
シナリオBに登場するサチコは実はエモリが作り出したデミ・クローンであり、何人も存在する。通常時の「Aモード」の他、甲殻状の体を持つ戦闘形態「Bモード」への変身能力と、自爆装置である「Cモード」を備える。Bモード時には「3、2、1、撃て」という台詞と共に掌から殺人光線を放つ。逆恨みの復讐鬼と化したエモリの命令により、Bモードによる虐殺やCモードによる自爆テロで多くの命を奪ってきた。オリジナルのサチコは指名手配犯の娘という立場に辟易し、全てを捨てた新たな人生を望んで箱舟に志願したものの落選し、ショックから投身自殺を図った。その後は植物状態で眠りについているとされているが実際は死亡しており、エモリには伏せて籤で決めたクローンの1人が成り代わっている。
シナリオA、Cではサチコ本人が登場。シナリオAでは衛星落下による南エリア壊滅事件の唯一の生き残りであり、その際に記憶と身寄りを無くし、ホスピコで看護婦見習いをしている。当人によると注射の度に「3、2、1、打て」と言っているとのこと。シナリオCではネクと恋仲になり、後に結婚する。
1号 / スミレ
シナリオBに登場するサチコのクローンの1人。シナリオBにおいてケンと行動を共にするサチコは彼女である。ケンと行動を共にするうちに自身の存在意義に悩み、ミームに「スミレ」の名前を与えられる。
2号 / ヨシコ
シナリオBに登場するサチコのクローンの1人。リンダの左腕を移植されている。エモリには忠実に従っているが、最終的に死への恐怖から離反し、ミームに「ヨシコ」の名前を与えられる。スミレ、ヨシコ共に『魔法使いサリー』から。
ネク・グリーン
- 声 - 矢尾一樹

ケンにそっくりの青年。シナリオAにおけるキーパーソン。仮面で顔を隠し、サンタクロースの格好をしてケンの前に現れる。実はケンの双子の弟。コシカタの「町長」の家に生まれたが二人ともすぐに捨てられ、それぞれの養親に育てられた。
シナリオAでは事件の実行犯の一人。幼少期から養母であるエリザベスの命令でビースチャンの死体を集めていたが、やがて「死体は探すより作る方が簡単」だと悟り、殺人者となった。PCE版では獣人化するシーンがあるが、リメイク版ではしない。
シナリオBには登場せず、西エリアの細菌流出事故で死亡した後にその亡骸がサチコのクローンの素体となったことが示唆される。しかし直後にその話をしたクローンが「今の話、全部ウソ」と言っており、真偽は定かではない。
シナリオCでは養子となったグリーン製薬の跡取りであり、ケンと仲の良い弟として登場。ケンが意識を失っている間に兄弟であることが判明し、瀕死のケンに血液を提供した。サチコに想いを抱き、バカップルとなった後に結婚する。
ゴメス・リトラ
- 声 - 石井康嗣

パラサイドの代行ハンターの隊長。リンダの父親ヒュームとは元ハンター仲間。また、ゲーム内で代行ハンターとして雇うことができるが他のハンターよりも多くの金を必要とする。しかし腕は確かで、大金を積めばドラゴンすら捕獲してくる。
ポンコツ・スマイリー
- 声 - 一条和矢

シナリオBに登場する星間連邦に雇われた賞金稼ぎ「ポンコツスマイリー」のリーダー。ニコとゲラという部下がいる。常に笑顔だが、これは「人形使い」にやられた後遺症によるもの。「人形使い」捕縛のためにネオ・ケニアにやってきたが返り討ちに遭い、部下共々ゾンビ化させられた挙句にケンの始末に利用される。最後はBモードに変身した1号に倒された。
ジョージ・カマー
- 声 - 北沢洋

シナリオBで登場する星間連邦の補佐官。箱舟プロジェクト推進のために本部より派遣されてきた。オズポートのホテルに宿泊し、ケンをサポートする。名前のとおりオネエ言葉を使うオカマである。後にミナゴの事件の犯人が「人形使い」であるという情報をケンに与え、同時に自分が「人形使い」の次のターゲットである可能性が高まったことでネオ・ケニアからの退避を図る。しかしスチュワーデスに変装したサチコのクローンによって宇宙船ごと爆殺されてしまった。
フローラ
ホスピコに研究室を構える女性科学者。植物学の権威であり、パンハイム、エモリに並ぶ天才で、言葉を話す植物を開発した。作中ではいくつかのサブイベントに関わるネームドモブ扱いだが、没になったシナリオではキーマンとなる予定だった。

## 移植版
| No. | タイトル                | 発売日        | 対応機種                                                 | 開発元                    | 発売元   | メディア                            | 型式       | 備考 |
| --- | ----------------------- | ------------- | -------------------------------------------------------- | ------------------------- | -------- | ----------------------------------- | ---------- | ---- |
| 1   | リンダキューブ アゲイン | 1997年9月25日 | PlayStation                                              | アルファ・システム マーズ | SCE      | CD-ROM                              | SCPS-10039 |      |
| 2   | リンダキューブ 完全版   | 1998年6月18日 | セガサターン                                             | アルファ・システム マーズ | アスキー | CD-ROM                              | T-2112G    |      |
| 3   | リンダキューブ アゲイン | 2007年9月27日 | PlayStation 3 PlayStation Portable (PlayStation Network) | アルファ・システム マーズ | SCE      | ダウンロード （ゲームアーカイブス） | -          |      |

対応機種ごとにタイトルが異なり、内容も完全移植ではなく、それぞれの機種の特色や制限に合わせてアレンジされている。ラインナップは以下の通り。

### PlayStation版『リンダキューブ アゲイン』
- PCエンジン版から全体的なグラフィックのブラッシュアップ、キャラクターや動物のデザインの変更、一部声優の交代、エンディングの変更、シナリオの追加、難易度選択などが追加されている。既存のデモシーンはアニメ化され、新規にアニメーションが作られたシーンもある。残虐描写の規制はあるが、各シーンはアニメ化されたことでよりリアルで生々しい表現となっている。

### セガサターン版『リンダキューブ 完全版』
- 『アゲイン』をベースに動物の位置の変更、残虐描写規制の緩和、一部PSへの移植に伴いカット・変更となったセリフやイベントの復活。PCE版のグラフィック・イラストを閲覧できるギャラリー機能。「国分名人に挑戦!!」 モード、サウンドトラックCDなどが追加されている[6]。

### ゲームアーカイブス版
- 2007年9月27日、プレイステーション版がゲームアーカイブスとして配信開始されたが、権利関係の問題により数時間で中止となった。
- その後、ゲームアーカイブス配信のための契約が締結され[12]、2008年9月10日に再び配信が開始された。

## スタッフ
- ゲームデザイン／シナリオ：桝田省治
- 演出ディレクション：岩崎啓真
- プログラム開発：長谷川浩（（株）アルファ・システム）
- 音楽監督：樹原涼子
- キャラクターデザイン：CANNABIS
- 企画：桝田省治、岩崎啓真、長谷川浩
- シナリオサポート：稲本義彦、広瀬絵美
- モンスターデータ：宮城信二
- 原画：戸倉紀元、大上浩明、関野昌弘、柳沼和良、岡田豊広
- 動画：スタジオたくらんけ
  - 近藤梨恵、川田栄三、神山富美恵、西河広美、小平佳幸、田中宏侍、池川陽子、磯井康司、吉留信哉
- 絵コンテ：福田潤、ひろたたけし
- アニメーションプロデューサー／音響監督：ひろたたけし
- アニメーション制作：SIDOLIMITED
- マップグラフィック
  - インテリア：国分政昭
  - フィールド：久富公志
  - ダンジョン：大島英正
  - タウン：山本純子、有吉陽平、嶋丈晴
- モンスターグラフィック：内山紳介、えのもとじゅん、笹川泰英、瀬川俊彦
- OP総作画／グラフィック：市川宏
- OP絵コンテ／演出／監督：大内啓輔
- ビジュアルグラフィック：スタジオ 岡田教祖と羊くラブ
  - 山口ケンヂ、長尾バス停くちそ、村田ジャバン、ピューピュル木村、ホエホエ大野、ランゲルハウス斎藤RX、舘紅丸、CG大将軍、ちょっぴり爆睡クラスター教頭、ちょっとハラペコナパーム校長、ジャン・クロード・カンタム
- ビジュアルプログラム：伊丹美裕、長谷川健
- サブプログラム：小西康雅、芝村裕吏
- サウンドプロデューサー：外山和彦、佐藤真一郎
- エレキ&アコースティックギター：今泉洋
- レコーディング&ミキシングエンジニア：岡部潔
- サウンドエンジニア：坂本志崇
- サウンドコンポーズ：島村考一
- サウンドスーパーバイザー：PiPo森永、安田拓也
- アシスタントエンジニア：関口正樹 (MOURI ART WORKS STUDIO)、山田 友規 (WONDER STATION)
- 音楽プロデューサー：木原遼元
- ディレクター：安藤誠
- プロデューサー：松原文彦、高橋孝造
- エグゼクティブプロデューサー：安田清明
- スーパーバイザー：竹内政夫
- プロモーション：桑原秀夫、近藤信之
- 協力：株式会社アイアンドエス
- スペシャル・サンクス：高垣信宏、深川悟郎、橋本博忠、浅野尚子、増谷正夫、岡田直、鹿沼広美、浜田純、窪内裕、松本剛、西谷英晃、池田誠、鍋山広一、熊谷聡、小田武之、榎波健太郎、伊藤一成、鈴木弘司、阿部清高、武井敬明
- マーケティング：NECパーソナルシステム

## 評価
リンダキューブ
ゲーム誌『ファミコン通信』の「クロスレビュー」では7・7・8・6合計28点（満40点）、『PC Engine FAN』の読者投票による「ゲーム通信簿」での評価は以下の通り、22.8点（満30点）となっている。1998年に刊行されたゲーム誌「超絶 大技林 '98年春版」（徳間書店）では、「エッチなシーンではなく、ショッキングなシーンが多いため18歳以上推奨という異色ゲーム」と紹介されている。
| 項目 | キャラクタ | 音楽 | お買得度 | 操作性 | 熱中度 | オリジナリティ | 総合 |
| 得点 | 3.9        | 3.5  | 3.6      | 3.6    | 4.0    | 4.2            | 22.8 |

ゲームムック『ハード末期に発売された名作ゲーム集』では「明確な敵やボスは存在せず、最終的な惑星の滅亡を阻止することもできない。王道RPGとは異なるオリジナリティに富んだ作品として楽しめる」と評されている。
リンダキューブ アゲイン
「クロスレビュー」では合計31点（満40点）でシルバー殿堂入りを獲得。フランスのゲーム誌『Joypad』はキャラクターを高く評価し、ゲームの最初の1時間は「かなりエキサイティング」としたが、グラフィックや戦闘を批判した。後年、ゲーミングサイト『RPGamer』にて「3回プレイしたくなるほど素敵なゲーム」と回顧されている。
リンダキューブ 完全版
「クロスレビュー」では合計29点（満40点）、セガサターン専門誌『SATURN FAN』『SEGA SATURN MAGAZINE』ではどちらも24点（満30点）となっている)。